# Pukanec
Pukanec este un oraș slovac, aflat în districtul Levice din regiunea Nitra. Localitatea se află la altitudinea de 352 m deasupra n.m., se întinde pe o suprafață de 37,33 km2 și în 2017 număra 1.859 de locuitori.

## Istoric
Localitatea Pukanec este atestată documentar din 1075.

## Demografie
| An:                | 1994 | 2004   | 2014   | 2024   |
| ------------------ | ---- | ------ | ------ | ------ |
| Număr de persoane: | 2178 | 2067   | 1925   | 1742   |
| Diferență:         |      | −5,09% | −6,86% | −9,50% |

| An:                | 2023 | 2024   |
| ------------------ | ---- | ------ |
| Număr de persoane: | 1765 | 1742   |
| Diferență:         |      | −1,30% |